# Краам, Арво
Арво Краам (эст. Arvo Kraam; 23 февраля 1971, Таллин — 28 июня 2024) — советский и эстонский футболист, полузащитник и центральный защитник. Выступал за национальную сборную Эстонии.

## Биография

### Клубная карьера
Начал выступать на взрослом уровне в 15-летнем возрасте в первенстве Эстонской ССР в составе клуба «Ноорус» (Таллин). С 1987 года выступал за «Флору» (команда в то время носила названия «Лывид» и «Ээсти Тёёстус»). В 1989 году перешёл в ведущую команду республики — таллинский «Спорт», и сыграл 5 матчей во второй лиге СССР. В 1990 году в составе «Спорта» выступал в чемпионате Прибалтики.
В первой половине 1990-х годов выступал в Финляндии за клубы низших дивизионов — «Суурметсян Урхейлият» и «Мянтян Вяло».
Вернувшись в Эстонию, присоединился к команде первой лиги «Валль» (Таллин) и в сезоне 1993/94 занял третье место в споре бомбардиров первой лиги с 15 голами. В ходе сезона 1994/95 перешёл в «Тервис» (Пярну), и в его составе на следующий год сыграл 12 матчей в высшем дивизионе Эстонии, это были единственные в карьере футболиста выступления в высшем дивизионе (не считая чемпионата Прибалтики).
В 1996—1997 годах снова играл в Финляндии. Затем присоединился к команде «МК Таллинн», с которой за несколько лет поднялся из пятого дивизиона во второй, также играл за команды из Маарду. В конце карьеры выступал за любительские команды низших лиг, в том числе за таллинский «Ретро» («Ээсти Коондис») — команду ветеранов сборной Эстонии.
Помимо футбола, выступал в соревнованиях по мини-футболу за команду «Бетоон», принимал участие в Кубке УЕФА, становился чемпионом (2007/08) и бронзовым призёром (2006/07) чемпионата Эстонии, а также в соревнованиях по флорболу (хоккей в залах).

### Карьера в сборной
В мае 1995 года, будучи игроком клуба первой лиги, был вызван в национальную сборную Эстонии перед Кубком Балтии. Дебютный матч за сборную сыграл 19 мая 1995 года против Латвии, а всего на турнире сыграл оба матча. Свою последнюю, третью игру за национальную команду провёл 16 августа 1995 года против Литвы.
Умер 28 июня 2024 года в возрасте 53 лет.